# Iaido

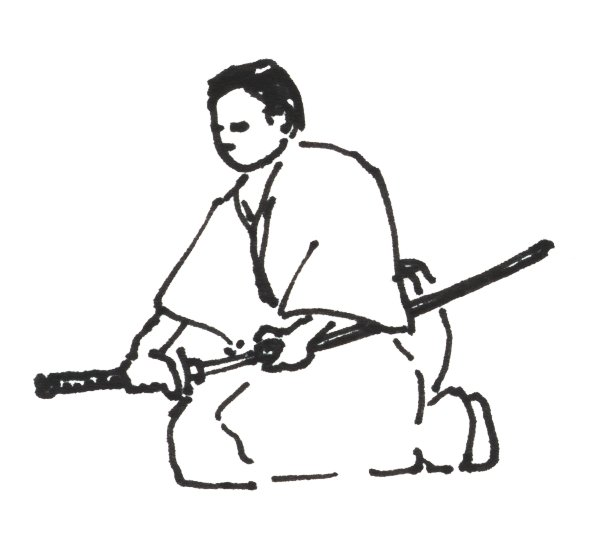
Dibuix del Iaido

Iaido (居合道 iaidō), també anomenada iaijutsu (居合術 iaijutsu) o battojutsu (抜刀術 battōjutsu) és bàsicament l'art japonesa de desembeinar i enfundar la katana. Es tracta d'evitar l'enfrontament armat amb katana sentenciant-lo de manera immediata: tallar l'oponent, netejar-ne la sang amb un cop sec, i després enfundar la katana, tot en un moviment fluid. Avui dia els practicants usen principalment un iaito almenys en les albors de l'estudi.
L'èmfasi és en desembeinar l'espasa i atacar al més ràpidament possible.
Les posicions inicials poden ser postures de combat o posició d'assegut. Els practicants esperen un atac per sorpresa, i l'habilitat per a reaccionar ràpidament des d'una posició diària és considerat essencial.
L'entrenament tradicional del iaido es fa amb espases extremadament afilades amb l'objecte d'aguditzar l'atenció del practicant.

## Aspectes tècnics
Consta de quatre fases comunes a totes les execucions però que no obstant això prenen formes distintes en cada situació:
- Nukitsuke: Desembeinada ràpida; retirar el sabre de la beina (saya), estirant-la cap arrere (saya biki). És una part important, es diu que és la vida del iaidō.
- Kiritsuke: Tall a l'oponent.
- Chiburi: Escorriment de la sang que queda en la fulla.
- Nototsuke: Tornar el sabre a la beina.

Es posa èmfasi en la fluïdesa amb la qual han de donar-se aquestes quatre fases i també en la importància de poder ocupar aquestes accions en qualsevol moment i situació: assegut, tombat, de cap per avall, etc.
Aquest art marcial es practica de forma individual, encara que de vegades s'usen exercicis que impliquen la participació de companys. Per això el iaidoka ha de fer ús de la imaginació i concentració per a adoptar i reaccionar davant les diferents situacions que els Kates representen.
L'entrenament tradicional d'iaidō es fa amb espases extremadament afilades amb l'objecte d'aguditzar l'atenció del practicant. Avui dia, el practicant novençà d'iaidō s'entrena amb un Bokken (sabre de fusta) o un Iaito, aquest últim és molt semblant a una veritable katana però fabricat amb aliatges de metall més barats que l'acer i normalment sense afilar. Mentre que els grans mestres i aquells que arriben a alts graus (2°da o 3° da des d'ara) usen espases autèntiques (Shinken).
No ha de confondre's Iaidō amb kendō (剣道) o kenjutsu (剣術):
- En Kendō no s'ensenya a embeinar i desembeinar el sabre. De fet, l'arma usada en kendō, un shinai flexible de bambú, no usa beina. A més, el Kendō és practicat amb un company en entrenament de 'full contact' i en practicar les kates.

- El Kenjutsu s'executa en forma de kata, però en general en parelles i sol incloure embeinar i desembeinar el sabre.

Diferència entre Iaidō i Iaijutsu: Iaidō és usat per a referir-se a l'estil ensenyat per l'All Japan Kendō Federation (AJKF), en una recerca de millorar personalment, mentre que el Iaijutsu està relacionat amb les koryū (escoles antigues) que inclouen tècniques més orientades al combat.